# 昭泽王庙
36°29′11″N 113°05′46″E / 36.48639°N 113.09611°E
昭泽王庙位于中国山西省襄垣县王桥镇郭庄村，2006年被列为第六批全国重点文物保护单位。
昭泽王是唐咸通年间襄垣的一位焦姓侠客，传说神通广大，能降魔降雨，后世封其为昭泽王，并立庙祀之。昭泽王庙始建年代不详，重建于金大定二十七年（1187年）。庙坐北朝南，中轴线上有山门、戏台基址、昭泽王殿，山门两侧为东西耳房和厢楼，戏台两侧为垛楼、钟鼓楼基址，昭泽王殿两侧为东西耳殿及老君殿和土地祠，殿前两侧有东西配殿、禅堂等建筑，其中昭泽王殿为金代遗构，余为清代建筑。正殿昭泽王殿面阔三间，进深四椽，单檐悬山顶，柱头铺作为四铺作单下昂，无补间铺作，梁架结构为三椽栿对前劄牵通檐用三柱。